# Xavier de Le Rue
Xavier de Le Rue (* 1. Juli 1979 in Bayonne) ist ein ehemaliger französischer Snowboarder.

## Werdegang
De Le Rue begann seine internationale Karriere bei den Junioren-Weltmeisterschaften 1997 in Corno alle Scale, wo er im Riesenslalom den 13. Platz erreichte. Am 14. November 1997 gab er sein Debüt im Snowboard-Weltcup. In Tignes erreichte er im Riesenslalom jedoch nur den 76. Platz. Auch eine Woche später in Zell am See kam er nicht über den 57. Platz zurück. Erstmals in Lienz im Januar 1998 gelang ihm mit dem siebenten Platz die Fahrt unter die besten zehn. Bei den Junioren-Weltmeisterschaften 1998 in Chamrousse gewann er schließlich die Silbermedaille im Riesenslalom. Im März 1998 startete er in Les Angles erstmals im Parallelslalom und konnte das FIS-Rennen auch gewinnen. Eine Woche später gab er sein Debüt in der Halfpipe und verpasste in Cauterets mit dem 13. Platz nur knapp die Top 10. Bei den Französischen Meisterschaften 1998 in L’Alpe d’Huez startete er erstmals im Snowboardcross und erreichte überraschend Platz vier. Nachdem er in dieser neuen Disziplin einige FIS-Rennen gewinnen konnte und bei den Französischen Meisterschaften 2001 in Serre Chevallier auch den Nationalen Titel gewinnen konnte, startete er ab September 2001 fest in dieser Disziplin im Weltcup.
Am 6. September 2001 gewann er auf Anhieb sein erstes Weltcup-Rennen im Snowboardcross. Nach einem Jahr Pause gelang ihm in Valle Nevado im September 2002 erneut der Sprung aufs Podium mit einem zweiten Platz. Bei den Snowboard-Weltmeisterschaften 2003 in Kreischberg gewann er schließlich seinen ersten Weltmeistertitel im Snowboardcross. Sechs Tage nach den Weltmeisterschaften begann er wieder mit den regelmäßigen Starts im Weltcup und erreichte in Berchtesgaden seinen zweiten Weltcup-Sieg. Nachdem er in den folgenden Jahren vermehrt aufs Podium fuhr und regelmäßig Siege feierte, startete er bei den Französischen Meisterschaften 2005 erneut im Snowboardcross, konnte aber das Rennen nicht beenden. Beim kurze Zeit später stattfindenden Südamerika-Cup gewann er Silber. Das erste Weltcup-Rennen der Saison 2005/06 in Valle Nevado gewann de Le Rue wieder.
Bei den Olympischen Winterspielen 2006 in Turin erreichte er im Snowboardcross den 18. Platz. Bei den Snowboard-Weltmeisterschaften 2007 in Arosa gelang ihm zum zweiten Mal nach 2003 der Gewinn des Titels.
Nach eher seltenen aber erfolgreichen Starts im Weltcup gewann er bei den Snowboard-Weltmeisterschaften 2009 in Gangwon die Silbermedaille.
Seinen bislang letzten internationalen Wettbewerb bestritt er mit der Teilnahme an den Olympischen Winterspielen 2010 in Vancouver, wo er noch einmal den 19. Platz erreichte.
2010 konnte er zum bereits dritten Mal in Folge die Weltmeisterschaft im Rahmen der „Freeride World Tour“ für sich entscheiden.

## Auszeichnungen
- 2014: Champion des champions de l’extrême (L’Équipe)